# Reisen und Berichte deutscher Forscher des 17. bis 19. Jahrhunderts
Reisen und Berichte deutscher Forscher des 17. bis 19. Jahrhunderts war eine Buchreihe des Ost-Berliner Verlages der Nation, des Parteiverlages der NDPD, aus der DDR.
Die Reihe wurde vom Verlag nie offiziell als Buchreihe deklariert, war aber aufgrund der gleichartigen Aufmachung und des gleichartigen Inhalts klar als zusammenhängende Reihe erkennbar. Die Untertitel begannen zumeist mit Reisen deutscher Reisender des xx. Jahrhunderts oder Berichte deutscher Reisender des xx. Jahrhunderts, gelegentlich wurden diese auch etwas variiert, um noch genauer zu sein. Zwischen Mitte der 1960er Jahre und dem Ende der DDR erschienen mehr als ein Dutzend Bände der Reihe. Die einzelnen Bände versammelten Berichte deutschsprachiger Forschungsreisender in verschiedene Regionen der damals für Europäer oft noch weitestgehend unbekannten und unerschlossenen Welt. Ein Gutteil der Bände wurde vom Biografen der Humboldt-Brüder, Herbert Scurla, der selbst in der ersten Hälfte des 20. Jahrhunderts noch einige der damals noch ungewöhnlichen Fernreisen unterneommen hatte, betreut und herausgegeben. Die Berichte setzen sich aus der publizierten Reiseliteratur ebenso zusammen, wie aus persönlichen Texten wie Briefen und Tagebucheinträgen.
Die umfangreichen Bände, die über 400, zumeist sogar deutlich mehr als 500 Seitem umfassen, hatten für die DDR eine vergleichsweise hohe Qualität. Alle Bände waren in Leinen gebunden und hatten einen Schutzumschlag. Der Preis der 21 Zentimeter hohen Bücher betrug durchweg 12,60 Mark der DDR. Zum Teil erlebten die Bände der unregelmäßig erscheinenden Reihe eine größere Zahl an Neuauflagen. Die Illustration der einzelnen Bände wurde fast durchweg von namhaften Buchillustratoren und Grafikern der DDR übernommen.
Einerseits füllte die Reihe eine Informationslücke der DDR-Gesellschaft, der weitestgehend unmöglich war, derartige Reisen wie die geschilderten zu unternehmen, andererseits reflektierte es aber auch die Probleme aus eben jenen Gründen neues Matrial an Reiseliteratur zu publizieren. Wie vielfach in der DDR gab es somit den Rückgriff auf ältere Texte. Auch konnte damit die Zensur der Literatur in der DDR zumindest in Teilen umgangen werden.

## Bände (chronologisch nach Ersterscheinen)
- 1963: Jenseits des steinernen Tores. Entdeckungsreisen deutscher Forscher durch Sibirien im 18. und 19. Jahrhundert.[5]
Ausgewählt und eingeleitet von Herbert Scurla
mit Berichten von Johann Georg Gmelin, Georg Wilhelm Steller, Peter Simon Pallas, Adolph Erman, Gustav Rose, Wilhelm Radloff, Otto Finsch
Illustrationen von Alfred Will
vier Auflagen bis 1976

- 1964: Im Lande der Kariben. Reisen deutscher Forscher des 19. Jahrhunderts in Guayana.[6]
Ausgewählt und eingeleitet von Herbert Scurla
mit Berichten von Alexander von Humboldt, Robert Schomburgk, Richard Schomburgk und Carl Ferdinand Appun
Illustrationen von Alfred Will
vier Auflagen bis 1970

- 1966: Zwischen Mittelmeer und Tschadsee. Reisen deutscher Forscher des 19. Jahrhunderts durch Nord- und Zentralafrika.[7]
Ausgewählt und eingeleitet von Herbert Scurla
mit Berichten von Friedrich Konrad Hornemann, Christian Gottfried Ehrenberg, Alfred Edmund Brehm, Heinrich Barth, Moritz von Beurmann und Gerhard Rohlfs
Illustrationen von Axel Bertram
vier Auflagen bis 1970

- 1968: Reisen in Nippon. Berichte deutscher Forscher des 17. und 19. Jahrhunderts aus Japan.[8]
Ausgewählt und eingeleitet von Herbert Scurla
mit Berichten von Engelbert Kaempfer, Georg Heinrich von Langsdorff und Philipp Franz von Siebold
Illustrationen von Ruth Knorr nach Vorlagen aus dem Reisewerk Philipp Franz von Siebolds
sechs Auflagen bis 1990

- 1971: Beiderseits des Amazonas. Reisen deutscher Forscher des 19. Jahrhunderts durch Südamerika.[9]
Herausgegeben von Herbert Scurla
mit Berichten von Alexander von Humboldt, Maximilian zu Wied-Neuwied, Carl Friedrich Philipp von Martius, Eduard Poeppig, Hermann Burmeister und Karl von den Steinen
Illustrationen von Alfred Will
drei Auflagen bis 1975

- 1971: Im Banne der Anden. Reisen deutscher Forscher des 19. Jahrhunderts.[10]
Herausgegeben von Herbert Scurla, Einleitung von Walter Krämer
mit Berichten von Thaddaeus Haenke, Alexander von Humboldt, Eduard Poeppig, Rudolph Amandus Philippi, Hermann Burmeister, Alphons Stübel und Wilhelm Reiß
Illustrationen von Manfred Butzmann
vier Auflagen bis 1986; ab dritter Auflage 1979 überarbeitet[11]

- 1973: Zwischen Kap und Kilimandscharo. Reisen deutscher Forscher des 19. Jahrhunderts durch Südostafrika.[12]
Ausgewählt und eingeleitet von Herbert Scurla
mit Berichten von Hinrich Lichtenstein, Karl Mauch, Johann Ludwig Krapf und Hans Meyer
Illustrationen von Volker Pfüller
zwei Auflagen bis 1974

- 1974: Auf den Spuren der Antike. Heinrich Schliemanns Berichte über seine Entdeckungen in der griechischen Welt.[13]
Ausgewählt und eingeleitet von Heinrich Alexander Stoll
mit Berichten von Heinrich Schliemann, Rudolf Virchow und Wilhelm Dörpfeld
Illustrationen von Ruth und Rudolf Peschel
vier Auflagen bis 1989; ab dritter Auflage 1987 von Wolfgang Richter überarbeitet[14]

- 1976: Im Reich des Königs der Könige. Berichte deutscher Persienreisender aus dem 17. bis 19. Jahrhundert.[15]
Ausgewählt und eingeleitet von Herbert Scurla
mit Berichten von Adam Olearius, Engelbert Kaempfer, Carsten Niebuhr und Heinrich Brugsch
Illustrationen von Ingrid Schuppan
zwei Auflagen bis 1977

- 1977: Auf Kreuzfahrt durch die Südsee. Berichte deutscher Reisender aus dem 18. und 19. Jahrhunderts über die ozeanische Inselwelt.[16]
Ausgewählt und eingeleitet von Herbert Scurla
mit Berichten von Georg Forster, Georg Heinrich von Langsdorff, Adelbert von Chamisso und Ferdinand von Hochstetter
Illustrationen von Alfred Will; Karten von Wilfried Görtler
fünf Auflagen bis 1983

- 1978: Durch das Land der Azteken. Berichte deutscher Reisender des 19. Jahrhunderts aus Mexiko und Guatemala.[17]
Ausgewählt und eingeleitet von Herbert Scurla
mit Berichten von Alexander von Humboldt, Ernst von Hesse-Wartegg, Caecilie Seler-Sachs und Karl Sapper
Illustrationen von Heinz Handschick
vier Auflagen bis 1987

- 1979: Entdeckungen in Hellas. Reisen deutscher Archäologen in Griechenland, Kleinasien und Sizilien.[18]
Unter Mitarbeit von Gerhard Löwe herausgegeben von Heinrich Alexander Stoll
mit Berichten von Johann Hermann von Riedesel, Otto Magnus von Stackelberg, Karl Otfried Müller, Ludwig Ross, Ernst Curtius, Friedrich von Duhn, Carl Humann, Alexander Conze
Illustrationen von Gerhard Preuss
zwei Auflagen bis 1984

- 1987: Zwischen Hudson und Mississippi. Berichte deutscher Reisender des 18. und 19. Jahrhunderts.[19]
Ausgewählt und eingeleitet von Eberhard Czaya
mit Berichten von Gottlieb Mittelberger, Johann David Schöpf, Johann Heckewalder, Johann von Müller, Moritz Wagner und Carl Scherzer
Illustrationen von Harald Larisch

- 1989: Nördlich von Europa. Reisen deutschsprachiger Forscher nach Grönland, Spitzbergen und anderen Inseln der Arktis in den Jahren zwischen 1760 und 1912.[20]
Ausgewählt und eingeleitet von Gerhard Grümmer
mit Berichten von David Cranz, Carl Ludwig Giesecke , Barto von Löwenigh, Carl Koldewey, Julius von Payer und Alfred de Quervain
Illustrationen von Sneschana Russewa-Hoyer

1986 wurde von Klaus Polkehn das Buch Palästina. Reisen im 18. und 19. Jahrhundert im selben Verlag heraus gebracht, das jedoch nicht zu dieser Reihe gehörte, ein völlig anderes Format, eine andere Aufmachung hatte und auch Berichte nicht-deutschsprachiger Reisender beinhaltete.

## Belege
1. ↑  Bild der Buchrücken
2. ↑  Deutsche Biographie: Scurla, Herbert - Deutsche Biographie. Abgerufen am 13. Juni 2025.
3. ↑  siehe etwa Wolfgang Schuller: Inhalte althistorischer Forschung in der DDR. In: Isolde Stark (Herausgeberin): Elisabeth Charlotte Welskopf und die Alte Geschichte in der DDR. Beiträge der Konferenz vom 21. bis 23. November 2002 in Halle/Saale. Steiner, Stuttgart 2005, ISBN 3-515-08457-6, S. 78–89.
4. ↑  So funktionierte die Literatur-Zensur in der DDR. 5. August 2019, abgerufen am 13. Juni 2025.
5. ↑  Herbert Scurla: Jenseits des steinernen Tores: Entdeckungsreisen dt. Forscher durch Sibirien im 18. u. 19. Jahrh. Johann Georg Gmelin, Georg Wilhelm Steller, Peter Simon Pallas, Adolph Erman, Gustav Rose, Wilhelm Radloff, Otto Finsch. Ausgew. u. eingel. von Herbert Scurla. Verl. d. Nation, Berlin 1963 (dnb.de [abgerufen am 13. Juni 2025]).
6. ↑  Herbert Scurla: Im Lande der Kariben: Reisen dt. Forscher d. 19. Jahrhunderts in Guayana. Alexander von Humboldt. Robert Schomburgk. Richard Schomburgk. Carl Ferdinand Appun. Verl. d. Nation, Berlin 1964 (dnb.de [abgerufen am 13. Juni 2025]).
7. ↑  Zwischen Mittelmeer und Tschadsee: Reisen dt. Forscher d. 19. Jahrhunderts durch Nord- u. Zentralafrika. Friedrich Konrad Hornemann, Christian Gottfried Ehrenberg, Alfred Edmund Brehm, Heinrich Barth, Moritz von Beurmann, Gerhard Rohlfs. Verl. d. Nation, Berlin 1966 (dnb.de [abgerufen am 13. Juni 2025]).
8. ↑  Engelbert Kaempfer, Georg Heinrich von Langsdorff, Philipp Franz von Siebold: Reisen in Nippon: Berichte dt. Forscher d. 17. u. 19. Jahrhunderts aus Japan. 1. - 13. Tsd Auflage. Verl. der Nation, Berlin 1968 (dnb.de [abgerufen am 13. Juni 2025]).
9. ↑  Beiderseits des Amazonas: Reisen dt. Forscher d. 19. Jahrhunderts durch Südamerika. Verl. der Nation, Berlin 1971 (dnb.de [abgerufen am 13. Juni 2025]).
10. ↑  Im Banne der Anden: Reisen dt. Forscher d. 19. Jahrhunderts. 1.  Auflage. Verlag der Nation, Berlin 1971 (dnb.de [abgerufen am 13. Juni 2025]).
11. ↑  Im Banne der Anden: Reisen dt. Forscher d. 19. Jh. 3., überarb.  Auflage. Verlag der Nation, Berlin 1979 (dnb.de [abgerufen am 13. Juni 2025]).
12. ↑  Zwischen Kap und Kilimandscharo: Reisen dt. Forscher d. 19. Jahrhunderts durch Südostafrika. 1.  Auflage. Verlag der Nation, Berlin 1973 (dnb.de [abgerufen am 13. Juni 2025]).
13. ↑  Heinrich Schliemann: Auf den Spuren der Antike: Heinrich Schliemanns Berichte über seine Entdeckungen in d. griech. Welt. 1.  Auflage. Verlag der Nation, Berlin 1974 (dnb.de [abgerufen am 13. Juni 2025]).
14. ↑  Heinrich Schliemann: Auf den Spuren der Antike: Heinrich Schliemanns Berichte über seine Entdeckungen in d. griech. Welt (= Reisen deutscher Forscher des 18. und 19. Jahrhunderts). 3., veränd.  Auflage. Verl. d. Nation, Berlin 1987, ISBN 978-3-373-00115-7 (dnb.de [abgerufen am 13. Juni 2025]).
15. ↑  Im Reich des Königs der Könige: Berichte dt. Persienreisender aus d. 17. bis 19. Jh. 1.  Auflage. Verlag der Nation, Berlin 1976 (dnb.de [abgerufen am 13. Juni 2025]).
16. ↑  Auf Kreuzfahrt durch die Südsee: Berichte dt. Reisender aus d. 18. u. 19. Jh. über d. ozean. Inselwelt. 1.  Auflage. Verlag der Nation, Berlin 1977 (dnb.de [abgerufen am 13. Juni 2025]).
17. ↑  Durch das Land der Azteken: Berichte dt. Reisender d. 19. Jh. aus Mexiko u. Guatemala. 1.  Auflage. Verlag der Nation, Berlin 1978 (dnb.de [abgerufen am 13. Juni 2025]).
18. ↑  Entdeckungen in Hellas: Reisen dt. Archäologen in Griechenland, Kleinasien u. Sizilien. 1.  Auflage. Verlag der Nation, Berlin 1979 (dnb.de [abgerufen am 13. Juni 2025]).
19. ↑  Gottlieb Mittelberger: Zwischen Hudson und Mississippi: Berichte dt. Reisender d. 18. u. 19. Jh. 1.  Auflage. Verlag der Nation, Berlin 1987, ISBN 978-3-373-00068-6 (dnb.de [abgerufen am 13. Juni 2025]).
20. ↑  David Cranz: Nördlich von Europa: Reisen deutschsprachiger Forscher nach Grönland, Spitzbergen und anderen Inseln der Arktis in den Jahren zwischen 1760 und 1912. 1.  Auflage. Verl. d. Nation, Berlin 1989, ISBN 978-3-373-00122-5 (dnb.de [abgerufen am 13. Juni 2025]).